# Mahmudabad
Mahmudabad là một thành phố và là nơi đặt ban đô thị (municipal board) của quận Sitapur thuộc bang Uttar Pradesh, Ấn Độ.

## Địa lý
Mahmudabad có vị trí 27°18′B 81°07′Đ / 27,3°B 81,12°Đ Nó có độ cao trung bình là 136 mét (446 feet).

## Nhân khẩu
Theo điều tra dân số năm 2001 của Ấn Độ, Mahmudabad có dân số 41.911 người. Phái nam chiếm 53% tổng số dân và phái nữ chiếm 47%. Mahmudabad có tỷ lệ 49% biết đọc biết viết, thấp hơn tỷ lệ trung bình toàn quốc là 59,5%: tỷ lệ cho phái nam là 54%, và tỷ lệ cho phái nữ là 43%. Tại Mahmudabad, 17% dân số nhỏ hơn 6 tuổi.